# Amparo Molotla Xolalpa
Amparo Molotla Xolalpa (Tulyehualco, Ciudad de México 1938- 2016) fue maestra, investigadora, escritora y artesana. Sus labores más destacadas han sido la de educadora y promotora social, y la difusión y preservación de las tradiciones y costumbres de los pueblos indígenas.

## Biografía
Empezó su actividad como educadora cuando tenía 16 años, dando clases a niños con discapacidades, y se dedicó a este trabajo durante más de cincuenta años.
También era estudiosa de la gastronomía mexicana, y con el respaldo de sus conocimientos impartió una plática sobre Cocina Prehispánica en el Instituto Mexicano de Gastronomía y participó en un coloquio organizado en 2010 por la Universidad Nacional Autónoma de México, Identidad, Lenguas y Cultura Indígena en México, a más de 4000 años de ser mexicanos, con la conferencia: “La herencia gastronómica de nuestros pueblos originarios”.
Era hablante de náhuatl, por lo que impartía sus charlas en esta lengua, y luego las traducía al español.

## Obra
En 2012 realizó un nacimiento navideño, con el título Si el niño Jesús hubiera nacido en Xochimilco. Estaba formado por 300 piezas elaboradas con hojas de maíz, y su objetivo era  mostrar las peculiaridades locales en contraste con los nacimientos tradicionales. Fue expuesto en el Centro Cultural Mexiquense Bicentenario de Texcoco.

### Publicaciones
Publicó el libro titulado Sueño de Yoloxóchitl.